# Højboskolen
Højboskolen er en folkeskole beliggende i Hørning, Midtjylland, Danmark. Skolen ligger i Skanderborg Kommune og tilbyder en række forskellige aktiviteter, herunder Cambridge-uddannelsesprogrammer samt praktikforløb. Byggeriet af skolen begyndte i 1971, og skolen blev officielt indviet i 1976. I dag har skolen over 400 elever og cirka 30 lærere (2024). Skolen har også internationale frivillige (volontører).

## Branden i 2010
Den 11. september 2010 blev Højboskolens bibliotek ramt af en påsat brand under en skolefest. Branden blev antændt af en psykisk syg mand. Biblioteket led omfattende skader, og mange bøger og materialer gik tabt. Dagen efter branden blev skolen holdt lukket på grund af sodskader og røggiftstoffer. Efter et års renovering blev biblioteket genindviet den 11. maj 2011. I dag er der ingen synlige spor af branden.

## Modernisering
Fra 2020 til 2024 har Højboskolen gennemgået en omfattende renovering, hvor skolen er blevet moderniseret med en ny bygning, og alle klasselokaler er blevet opgraderet til moderne standarder. I forbindelse med renoveringen er der også blevet etableret et Makerspace, som skolen kalder for et FabLab. Her kan eleverne udvikle deres kreative og teknologiske færdigheder ved at bruge maskiner som laserskærere, 3D-printere og folieskærere i forbindelse med deres skoleprojekter.